# Maserati 8CTF
La Maserati 8CTF (pour 8 cilindri Testa Fissa), est une automobile sportive développée en 1938 par le constructeur automobile italien Maserati. 
Destinée à courir en Formule 3 Litres / 4,5 Litres face aux Mercedes-Benz W154 et Auto Union Type D, elle est dotée d'un moteur suralimenté de trois litres ; elle subit la concurrence de ces dernières en Europe où elle ne remporte aucune victoire mais s'impose aux 500 miles d'Indianapolis, à deux reprises, aux mains de Wilbur Shaw en 1939 et en 1940.